# Walnussgewächse

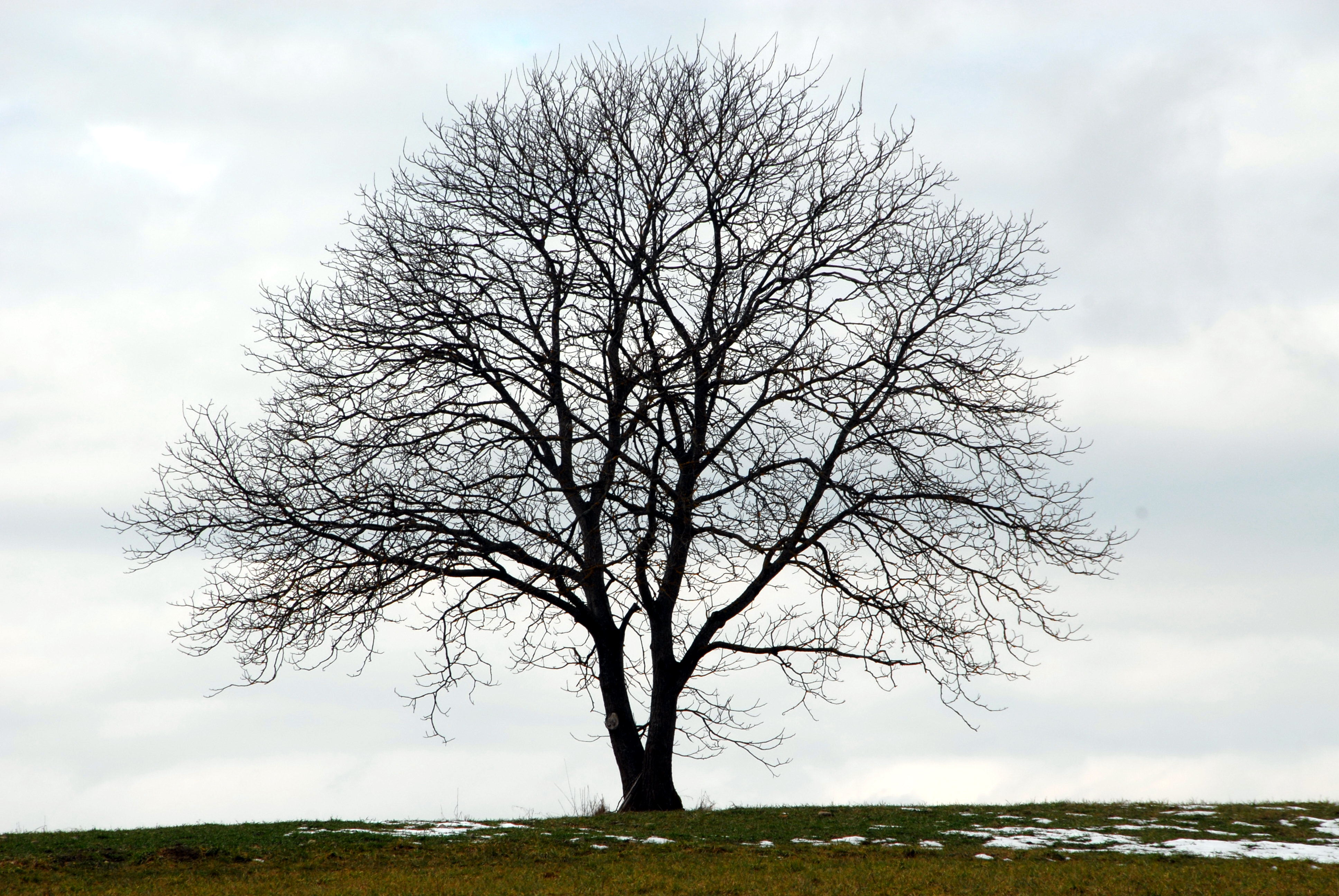
Walnussbaum im Winter

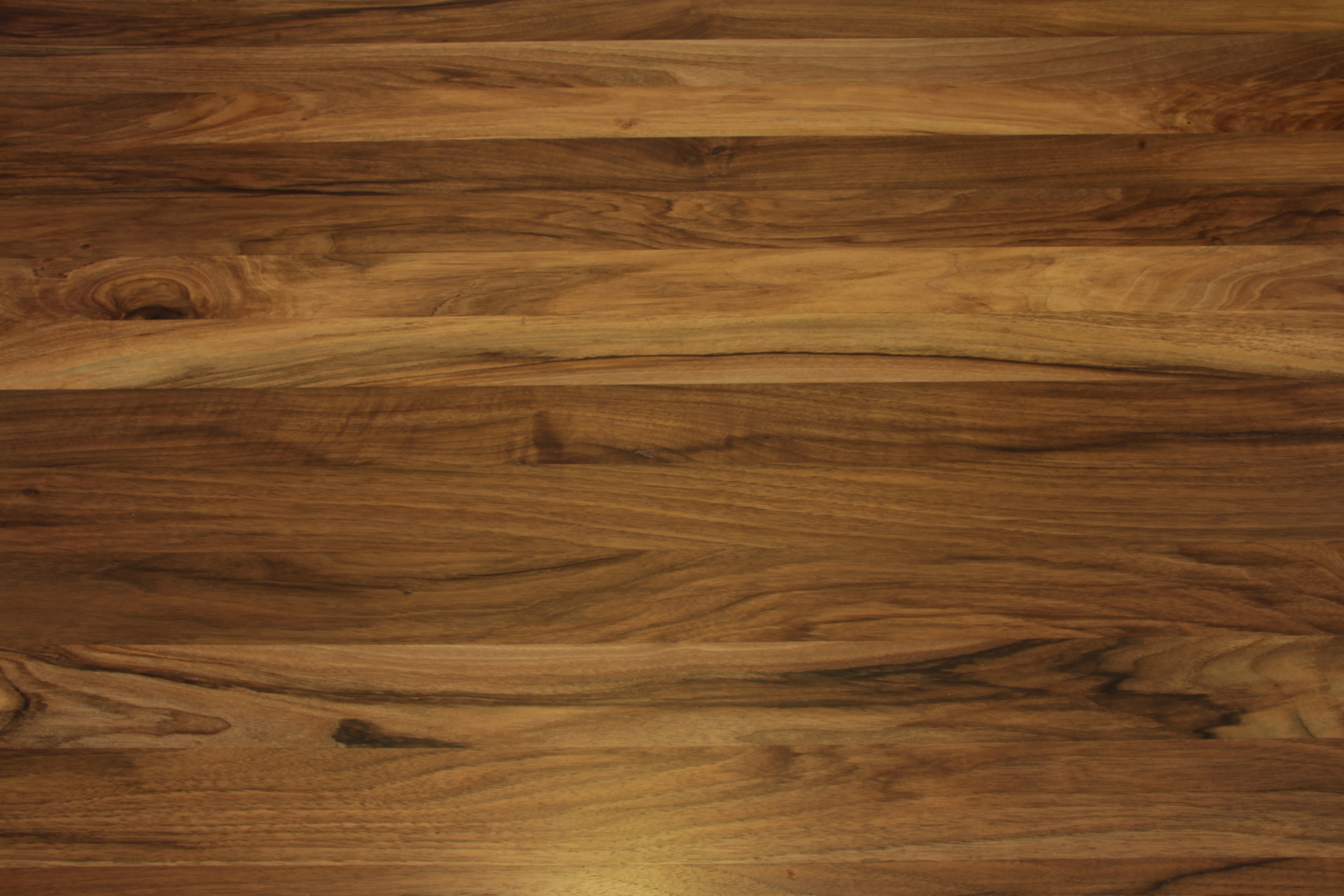
Tischplatte aus massivem, europäischem Walnussbaumholz

Die Walnussgewächse (Juglandaceae) sind eine mit rund 60 Arten relativ kleine Familie von vorwiegend baumförmig wachsenden Holzpflanzen, die zu den Buchenartigen (Fagales) gehören. In Mitteleuropa ist die Familie nicht heimisch, die Echte Walnuss (Juglans regia) wird häufig angepflanzt und ist verbreitet verwildert und eingebürgert.

## Beschreibung

### Vegetative Merkmale
Die Vertreter sind vorwiegend Bäume, seltener Sträucher. Sie enthalten meist reichlich Tannine. Die Knospen sind nackt oder mit Schuppen besetzt. Terminalknospen kommen vor, werden jedoch oft von seitenständigen verdrängt. Die Blattnarben sind groß und tragen drei Gruppen von Leitbündelnarben. Das Mark der Zweige ist fest oder gekammert.
Die Blätter sind sommer- oder seltener immergrün, meist wechselständig, seltener gegenständig oder wirtelig. Sie besitzen keine Nebenblätter und sind paarig oder unpaarig gefiedert, mit meist 5 bis 31 Fiederblättchen, selten sind sie dreiblättrig oder einfach. Der Blattrand ist ganz oder gesägt. Blätter wie auch Knospen, Blüten und Früchte sind meist mit Harzdrüsen versehen: mit gelben oder bleichen, mehrzelligen schildförmigen Drüsenschuppen. Sie tragen häufig auch gebündelte oder drüsige Haare.

### Blütenstände
Die Bäume sind monözisch, seltener diözisch. Die Blüten stehen in Kätzchen oder Ähren, die meist hängen, seltener aufrecht stehen. Meist stehen männliche und weibliche Blüten in getrennten Blütenständen, manchmal sind sie auch in einer dann androgyn genannten Rispe vereint: Hier ist dann die zentral stehende Ähre weiblich oder zumindest teilweise weiblich, die Seitenäste tragen männliche Blüten. Getrennt stehende männliche Blütenstände stehen in Gruppen von 3 bis 8 Kätzchen oder auch einzeln. Getrennt stehende weibliche Blütenstände sind vielblütige Kätzchen oder zwei- bis vielblütige Ähren. Die Blütenstände stehen seitlich oder endständig an vorjährigen oder älteren Trieben, männliche Blütenstände stehen manchmal auch an der Basis diesjähriger Triebe. In jedem Tragblatt sitzt nur eine Blüte.

### Blüten
Kronblätter fehlen. Die männlichen Blüten haben vier oder weniger (bis keine) Kelchblätter. Das ungelappte oder dreilappige Tragblatt und – sofern vorhanden – die beiden Brakteolen sind mit dem Receptaculum der Blüte verwachsen und erscheinen wie ein Teil des Kelchs. Die Staubblätter stehen daher scheinbar auf der Blütenhülle und dem Kelch. Die 3 bis 40, seltener bis 100 Staubblätter sind sitzend, die Antheren öffnen sich mit Längsschlitzen. Ein Stempel-Rudiment ist selten vorhanden.
Bei den weiblichen Blüten ist der Kelch meist vierlappig, mit dem Fruchtknoten verwachsen oder er fehlt. Das Tragblatt und die Brakteolen sind nur mit dem Blütenstiel und der Basis des Fruchtknotens verwachsen; oder mit dem ganzen Fruchtknoten. Bei einzelnen Arten können in den weiblichen Blüten einzelne Staubblätter gebildet werden. Der Stempel besteht aus zwei Fruchtblättern, selten in einzelnen Blüten aus drei oder vier. Der Fruchtknoten steht unterständig, ist einfächrig und besitzt eine echte, unvollständige Unterteilung. Häufig kommen sekundäre und auch tertiäre Unterteilungen vor, sodass der Fruchtknoten im unteren Teil zweifächrig oder falsch vier- oder achtfächrig ist. Oberhalb der Mitte ist der Fruchtknoten einfächrig, selten im obersten Teil durch Einwüchse der Wand bis falsch fünffächrig. Der Fruchtknoten enthält eine einzelne, aufrechte, orthotrope Samenanlage mit einem Integument, die auf der Spitze der primären Trennwand steht. Die Plazentation ist abgewandelt zentralwinkelständig und wirkt auf den ersten Blick basal. Am Fruchtknoten sitzt ein einzelner Griffel, der selten fehlt. Der Griffel trägt zwei bis vier Narbenäste.

### Frucht
Innerhalb der Familie gibt es zwei Arten von Früchten. Die erste ist eine Nussfrucht, die von einer der Nuss anhaftenden, faserigen Hülle umschlossen ist, die sich zur Reife öffnet oder geschlossen bleibt. Die zweite Art ist eine Nuss mit dünner Hülle oder eine dünnhäutige Nuss mit zwei oder drei Flügeln, oder einem kreisförmigen Flügel. Die Frucht ähnelt häufig einer Steinfrucht, die Hülle wird jedoch vom Involucrum und dem Kelch gebildet, die dünne Haut vom Kelch alleine. Nie jedoch wird die Hülle vom Perikarp gebildet, weshalb die Frucht keine echte Steinfrucht ist. Diese Fruchtform wird manchmal Tryma genannt.
In der Frucht sitzt ein einzelner, großer Same, der zwei- bis vier- oder auch achtfach gelappt ist. Ein Endosperm fehlt. Der Keimling füllt die Nuss aus. Die Keimblätter sind vierlappig, häufig fleischig, ölreich. Bei der Keimung verbleiben sie häufig in der Nuss, können aber auch als vierlappige Blätter im Freien erscheinen.

## Verbreitung
Die Walnussgewächse haben ihren Verbreitungsschwerpunkt auf der Nordhalbkugel und kommen sowohl in Amerika als auch in Eurasien vor. Die meisten Gattungen sind dabei auf eine Seite des Pazifiks beschränkt, lediglich Carya und Juglans kommen in der Alten wie der Neuen Welt vor. Alfaroa und Oreomunnea sind auf Amerika beschränkt, die übrigen Gattungen auf Asien. Nur zwei Gattungen reichen mit ihren Arealen auf die Südhalbkugel: Juglans erreicht Nordargentinien, Engelhardia reicht bis Sumatra, Java und Neuguinea. Das Mannigfaltigkeitszentrum ist heute Ostasien, das Zentrum der fossilen Artenvielfalt ist allerdings Nordamerika.
Walnussbäume waren in Deutschland gemäß Anordnungen zur Brandverhütung des 18. Jahrhunderts im Kurfürstentum Trier und weiterer Kurfürstentümer des Heiligen Römischen Reiches zwischen den Häusern als etwaiger Schutz gegen „fortreißende“ Flammen anzupflanzen, da sie hochstämmige blätterreiche Bäume seien.

## Systematik
Die Walnussgewächse im engeren Sinne sind die Schwestergruppe der Rhoipteleaceae innerhalb der Ordnung Fagales. Sie wird in zwei Unterfamilien unterteilt und umfasst rund 60 Arten. 8 Gattungen werden allgemein anerkannt, die Klassifizierung einiger Arten als selbständige Gattungen ist derzeit in Diskussion:
- Unterfamilie Engelhardioideae  Iljinsk.
  - Gattung Engelhardia Lesch. ex Blume
  - Gattung Oreomunnea Oerst.
  - Gattung Alfaroa Standl.
  - (Gattung Alfaropsis Iljinsk. – Stellung als eigene Gattung unsicher)

- Unterfamilie Juglandoideae
  - Tribus Platycaryeae Nakai
    - Gattung Platycarya Siebold & Zucc.

  - Tribus Juglandeae Nakai
    - Subtribus Juglandinae D.E.Stone & P.S.Manos
      - Gattung Walnüsse (Juglans L.)
      - Gattung Flügelnüsse (Pterocarya Kunth)
      - Gattung Cyclocarya Iljinsk.: Mit nur einer Art:
        - Cyclocarya paliurus (Batal.) Iljinsk.

    - Subtribus Caryinae D.E.Stone & P.S.Manos
      - Gattung Hickory (Carya Nutt.)
      - (Gattung Annamocarya A. Chev. – Stellung als eigene Gattung unsicher)

Die Angiosperm Phylogeny Group hat 2009 die eine Zeit lang als eigene Familie geführte Gattung Rhoiptelea Diels & Hand.-Mazz. wieder in die Familie Juglandaceae inkludiert.